# Ochlodes sylvanus
Ochlodes sylvanus е вид насекомо от разред Пеперуди (Lepidoptera), семейство Hesperiidae..

## Разпространение
Видът е разпространен от Европа до Северна Азия, Китай и Япония. На Британските острови се среща в Англия, Уелс и югозападна Шотландия.